# Diva Shaliqua
Diva Shaliqua es un personaje del universo de la Guerra de las Galaxias.
La Diva Shaliqua era una prodigiosa cantante que cayó en las manos del Lord del crimen Jabba the Hutt. La especie de Shaliqua era desconocida, pero abundante. Se creía que podía ser un híbrido de humano y alguna otra especie extraterrestre. Entre otros seres de esta especie podemos hallar a: Rystáll Sant y a la Diva Funquita. Terminó casi como su esclava personal, acompañándolo a las carreras de vainas cerca de Mos Espa en el planeta Tatooine.
- Datos: Q5811533